# Carl Barcklind
Carl Vilhelm Barcklind, född 1 juni 1873 i Sala, Västmanlands län, död 21 augusti 1945 i Oscars församling, Stockholm, var en  svensk skådespelare, manusförfattare, operettsångare och regissör.

## Biografi
Barcklind debuterade 1896 som revyartist på Södra teatern och blev sedan operettsångare och fick sitt genombrott 1907 på Oscarsteatern som Danilo mot Emma Meissner i rollen som Hanna Glawari i Glada änkan. Han var en av Albert Ranfts trognaste skådespelare och uppträdde som operettcharmör på dennes teatrar 1898-1922. Under en tid 1900-1901 arbetade han vid Svenska Teatern i Helsingfors. 
Barcklind var chef för Stora teatern i Göteborg 1925-1927. Han turnerade sedan i USA 1927-1928 och anställdes 1930 vid Dramaten som karaktärsskådespelare. Höjdpunkten i hans karriär var dock tiden från 1906 på Oscarsteatern.
Barcklind gjorde filmdebut 1907 i Den glada änkan som var en enkel form av ljudfilm där en ljudskiva synkroniserades med filmen. Barcklind kom att göra fyra sådana enkla ljudfilmer. Han var flitigt engagerad vid filmen, speciellt under 1910-talet och 1930-talet och gjorde ett femtiotal filmer samt regisserade själv fyra stumfilmer. 
Han var 1900-1912 gift med Gina Hjort och från 1913 med Hilma Matson. Barcklind är begravd på Norra begravningsplatsen i Stockholm.

## Filmografi (i urval)
- 1907 – Den glada änkan
- 1911 – Stockholmsdamernas älskling
- 1912 – Dödsritten under cirkuskupolen
- 1913 – De lefvande dödas klubb
- 1913 – Livets konflikter
- 1913 – Ingeborg Holm
- 1916 – Ministerpresidenten
- 1916 – Calles nya kläder
- 1916 – Calle som miljonär
- 1916 – Trägen vinner eller Calle som skådespelare
- 1916 – Kärleken segrar
- 1916 – Nattens barn
- 1916 – Mysteriet natten till den 25:e (Totalförbjuden, premiärvisad först 1975)
- 1917 – I mörkrets bojor
- 1917 – Revelj
- 1918 – Fyrvaktarens dotter
- 1924 – När millionerna rulla
- 1925 – Tre Lejon
- 1930 – Norrlänningar
- 1931 – Längtan till havet
- 1932 – Svarta rosor
- 1932 – Vi som går köksvägen
- 1933 – Djurgårdsnätter
- 1933 – Kära släkten
- 1934 – Kungliga Johansson
- 1934 – Hon eller ingen
- 1935 – Äventyr i pyjamas
- 1935 – Flickornas Alfred
- 1935 – Kanske en gentleman
- 1935 – Flickor på fabrik
- 1935 – Ungdom av idag
- 1936 – Kvartetten som sprängdes
- 1936 – Familjen som var en karusell
- 1937 – Mamma gifter sig
- 1937 – En sjöman går iland
- 1937 – John Ericsson - segraren vid Hampton Roads
- 1937 – Skicka hem Nr. 7
- 1938 – Karriär
- 1938 – Kustens glada kavaljerer
- 1938 – Pengar från skyn
- 1938 – Herr Husassistenten
- 1939 – Vi två
- 1939 – Hennes lilla Majestät
- 1939 – Rosor varje kväll
- 1939 – Mot nya tider
- 1940 – Västkustens hjältar
- 1940 – Snurriga familjen
- 1940 – Ett brott
- 1940 – Den blomstertid
- 1940 – Hanna i societén
- 1940 – Vi tre
- 1941 – Lasse-Maja
- 1942 – Farliga vägar
- 1942 – Fallet Ingegerd Bremssen
- 1943 – Kvinnor i fångenskap
- 1943 – I mörkaste Småland
- 1944 – En dag skall gry
- 1944 – Prins Gustaf
- 1945 – Lidelse
- 1945 – Jagad
- 1951 – Livat på luckan

### Regi
- 1913 – De lefvande dödas klubb
- 1919 – Hemsöborna
- 1919 – En ung mans väg
- 1923 – Andersson, Pettersson och Lundström
- 1925 – Tre lejon
- 1927 – Pianot
- 1928 – Svenskarna i Amerika

### Filmmanus
- 1913 – De lefvande dödas klubb
- 1923 – Andersson, Pettersson och Lundström

## Teater

### Roller (ej komplett)

Barcklind i genombrottsrollen som Danilo Den glada änkan i Oscarsteaterns uppsättning, rollporträtt.

Barcklind som René i Greven av Luxemburg på Oscarsteatern, rollporträtt.

Barcklind som Chipowski i Fortunas gunstling, 1909.

| År   | Roll                           | Produktion                                                                        | Regi                    | Teater                        |
| ---- | ------------------------------ | --------------------------------------------------------------------------------- | ----------------------- | ----------------------------- |
| 1898 | Sune                           | Bröllopet på Ulfåsa Frans Hedberg                                                 | Harald Molander         | Svenska teatern, Stockholm    |
| 1899 | Thorolf                        | Härmännen på Helgeland Henrik Ibsen                                               |                         | Svenska teatern, Stockholm    |
| 1899 | Förste unge vävaren            | Vävarna Gerhart Hauptmann                                                         | Harald Molander         | Svenska teatern, Stockholm    |
| 1900 | Jacques, Markis de Rouvray     | Colinette G. Lenotre och Gabriel Martin                                           |                         | Vasateatern                   |
| 1901 | Oscar                          | Ett köpmanshus i skärgården Emilie Flygare-Carlén                                 |                         | Södra Teatern                 |
| 1902 | Doktor Watson                  | Sherlock Holmes Walter Christmas                                                  |                         | Svenska teatern, Stockholm    |
| 1904 |                                | Lucifer Enrico Annibale Butti                                                     | Karl Hedberg            | Svenska teatern, Stockholm    |
| 1905 |                                | En sportidiot Kurt Kraatz                                                         |                         | Djurgårdsteatern              |
| 1905 | Baronen                        | Fjärde paragrafen Gustav Kadelburg                                                |                         | Svenska teatern, Stockholm    |
| 1906 |                                | Kalle Munter eller Hafver ni sett till någon misstänkt figur, revy Emil Norlander |                         | Södra Teatern                 |
| 1906 | Den äkta mannen                | Genom skärselden Gustav Kadelburg                                                 |                         | Djurgårdsteatern              |
| 1906 | Hans von Schlick               | Dollarprinsessan Leo Fall, Alfred Maria Willner och Fritz Grünbaum                |                         | Oscarsteatern                 |
| 1907 | Greve Danilo                   | Glada änkan Franz Lehár, Victor Léon och Leo Stein                                | Axel Bosin              | Oscarsteatern                 |
| 1908 | Hans von Schlick               | Dollarprinsessan Leo Fall, Alfred Maria Willner och Fritz Grünbaum                | Axel Bosin              | Oscarsteatern                 |
| 1909 | Karel                          | Frånskilda frun Leo Fall och Victor Léon                                          |                         | Oscarsteatern                 |
| 1909 | René                           | Greven av Luxemburg Franz Lehár, Alfred Willner och Robert Bodansky               |                         | Oscarsteatern                 |
| 1909 |                                | Arsène Lupin Francis de Croisset och Maurice Leblanc                              | Knut Nyblom             | Oscarsteatern                 |
| 1909 | Löjtnant Chipowski             | Fortunas gunstling Karl Gilck                                                     | Karl Gilck              | Oscarsteatern                 |
| 1911 | Paillardin                     | Spökhotellet Georges Feydeau och Maurice Desvalliéres                             | Albert Ranft            | Oscarsteatern                 |
| 1911 | Lord Brummel                   | Vackra ladyn Giacomo Minkowsky och Rudolf Lothar                                  | Emil Linden             | Oscarsteatern                 |
| 1912 |                                | Kvinnohataren Edmund Eysler, Leo Stein och Karl Lindau                            | Emil Linden             | Oscarsteatern                 |
| 1912 |                                | Den käre Augustin Leo Fall, Rudolf Bernauer och Ernst Welisch                     | Carl Grabow             | Oscarsteatern                 |
| 1914 | Raimond                        | Jungfrun av Orléans Friedrich Schiller                                            |                         | Svenska teatern, Stockholm    |
| 1914 | Peter Ludwig Schlomann         | Storstadsbaciller Jean Gilbert                                                    | Carl Barcklind          | Vasateatern                   |
| 1915 | Emile                          | Två man om en änka Victor Hollaender, Heinrich Storbitzer och Richard Kessler     | Carl Barcklind          | Vasateatern                   |
| 1915 | Johnny Hannibal Pipkin         | Var är Johnny Nathaniel Jones, Maurice Bernardt och Joseph Corin                  | Carl Barcklind          | Oscarsteatern                 |
| 1915 | Rénè, greven av Luxemburg      | Greven av Luxemburg Franz Lehár, Alfred Maria Willner och Robert Bodansky         |                         | Oscarsteatern                 |
| 1915 | Bengtzen                       | Har du sett Bengtzen, revy Harald Leipziger                                       |                         | Oscarsteatern                 |
| 1916 | Mr Wu                          | Mr Wu Harry M. Vernon och Harold Owen                                             | Carl Barcklind          | Oscarsteatern                 |
| 1918 | Furst Orlofsky                 | Läderlappen Johann Strauss d.y., Karl Haffner och Richard Genée                   |                         | Albert Ranfts operettsällskap |
| 1918 |                                | Läderlappen Johann Strauss d.y., Karl Haffner och Richard Genée                   |                         | Oscarsteatern                 |
| 1924 | Hugo Bendler                   | En gång om året Arthur Rebner                                                     | Carl Barcklind          | Folkteatern                   |
| 1930 | Philip Lorgan                  | Hans första hustru St. John Greer Ervine                                          | Pauline Brunius         | Oscarsteatern                 |
| 1931 | Béralde                        | Den inbillade sjuke Molière                                                       | Olof Molander           | Dramaten                      |
| 1931 | Gustave                        | Känslornas marknad Roger Ferdinand                                                | Gustaf Linden Ivar Kåge | Dramaten                      |
| 1931 | Boanerges, handelsminister     | Karusellen George Bernard Shaw                                                    | Gustaf Linden           | Dramaten                      |
| 1931 | Tracy Tupman                   | Pickwick-klubben František Langer efter Charles Dickens                           | Olof Molander           | Dramaten                      |
| 1932 | Bardacker                      | Majestät Marika Stiernstedt                                                       | Olof Molander           | Dramaten                      |
| 1932 | Artemij Filippovitj Semljanika | Revisorn Nikolaj Gogol                                                            | Alf Sjöberg             | Dramaten                      |
| 1932 | Caesar                         | Fanny Marcel Pagnol                                                               | Pauline Brunius         | Oscarsteatern                 |
| 1932 | Gabriel                        | Guds gröna ängar Marc Connelly                                                    | Olof Molander           | Dramaten                      |
| 1933 | Hans Windrank                  | Mäster Olof August Strindberg                                                     | Olof Molander           | Dramaten                      |
| 1933 | Thomas Greenleaf               | En fågel i handen John Drinkwater                                                 | Rune Carlsten           | Dramaten                      |
| 1933 | Chastel                        | Damen i vitt Marcel Achard                                                        | Rune Carlsten           | Dramaten                      |
| 1934 | Dr Foureau                     | De hundra dagarna Benito Mussolini och Giovacchino Forzano                        | Rune Carlsten           | Dramaten                      |
| 1934 | Sergeant Fielding              | För sant att vara bra George Bernard Shaw                                         | Rune Carlsten           | Dramaten                      |
| 1934 | Sir Anthony Absolute           | Rivalerna Richard Brinsley Sheridan                                               | Alf Sjöberg             | Dramaten                      |
| 1934 | Nonancourt                     | Den italienska halmhatten Eugene Labiche                                          | Olof Molander           | Dramaten                      |
| 1934 | Pommel                         | En hederlig man Sigfrid Siwertz                                                   | Alf Sjöberg             | Dramaten                      |
| 1935 | Karl Ludvig                    | Kvartetten som sprängdes Birger Sjöberg                                           | Rune Carlsten           | Dramaten                      |
| 1935 | Sid Davis                      | Ljuva ungdomstid Eugene O'Neill                                                   | Rune Carlsten           | Dramaten                      |
| 1936 | Konjander                      | Hittebarnet August Blanche                                                        | Rune Carlsten           | Dramaten                      |
| 1936 | Colleville                     | Kokosnöten Marcel Achard                                                          | Rune Carlsten           | Dramaten                      |
| 1937 | Överste Stellan Tosterup       | Skönhet Sigfrid Siwertz                                                           | Alf Sjöberg             | Dramaten                      |
| 1937 | Domaren                        | Eva gör sin barnplikt Kjeld Abell                                                 | Rune Carlsten           | Dramaten                      |
| 1937 | David Bliss                    | Höfeber Noël Coward                                                               | Alf Sjöberg             | Dramaten                      |
| 1937 | Konung Adolf Fredrik           | Kungens paket Staffan Tjerneld och Alf Henrikson                                  | Rune Carlsten           | Dramaten                      |
| 1938 | Herr Maret                     | Sex trappor upp Alfred Gehri                                                      | Pauline Brunius         | Dramaten                      |
| 1939 | Gustave Courbet                | Nederlaget Nordahl Grieg                                                          | Svend Gade              | Dramaten                      |
| 1939 | Greve des Bossons              | Bridgekungen Paul Armont och Léopold Marchand                                     | Rune Carlsten           | Dramaten                      |
| 1939 | Kerstin                        | Kejsaren av Portugallien Selma Lagerlöf                                           | Rune Carlsten           | Dramaten                      |
| 1940 | Nypon                          | Mycket väsen för ingenting William Shakespeare                                    | Alf Sjöberg             | Dramaten                      |
| 1940 | Undervisningsrådet Helfenberg  | Medelålders herre Sigfrid Siwertz                                                 | Rune Carlsten           | Dramaten                      |
| 1940 | Hovkapellmästaren              | Den lilla hovkonserten Toni Impekoven och Paul Verhoeven                          | Rune Carlsten           | Dramaten                      |

### Regi (ej komplett)
| År   | Produktion                            | Upphovsmän                                                      | Teater                  |
| ---- | ------------------------------------- | --------------------------------------------------------------- | ----------------------- |
| 1909 | Fortunas gunstling                    | Karl Gilck                                                      | Oscarsteatern           |
| 1914 | Fädrens missgärningar                 | Algot Sandberg                                                  | Oscarsteatern           |
| 1914 | Storstadsbaciller                     | Jean Gilbert                                                    | Vasateatern             |
| 1914 | Solstrålen Das süsse Mädel            | Heinrich Reinhardt, Alexander Landesberg och Leo Stein          | Oscarsteatern           |
| 1915 | Don Juans sista äventyr Kunstlerblut  | Edmund Eysler, Leo Stein och Karl Lindau                        | Oscarsteatern           |
| 1915 | Var är Johnny                         | Nathaniel Jones, Maurice Bernardt och Joseph Corin              | Oscarsteatern           |
| 1915 | Två man om en änka                    | Victor Hollaender, Heinrich Storbitzer och Richard Kessler      | Vasateatern             |
| 1916 | Mr Wu                                 | Harry M. Vernon och Harold Owen                                 | Oscarsteatern           |
| 1916 | Storhertigens finanser                | Frank Heller och Algot Sandberg                                 | Oscarsteatern           |
| 1917 | Rubber                                | Felix Körling och Carl Barcklind                                | Oscarsteatern           |
| 1918 | Stallgreven Der Pusztakavalier        | Albert Szirmai, Karl von Bakony och Robert Bodanzky             | Oscarsteatern           |
| 1918 | Sjökadetten                           | Richard Genée och Friedrich Zell                                | Oscarsteatern           |
| 1918 | Sirocco Die Winzerbraut               | Oskar Nedbal                                                    | Oscarsteatern           |
| 1919 | Mr. Jack                              | Fred Winter                                                     | Oscarsteatern           |
| 1919 | Stambuls ros                          | Leo Fall, Julius Brammer och Alfred Grünwald                    | Oscarsteatern           |
| 1919 | Kyska Susanna Die keusche Susanne     | Jean Gilbert och Georg Okonkowski                               | Oscarsteatern           |
| 1919 | Drottning Karneval Die Faschingsfee   | Emmerich Kálmán, Alfred Maria Willner och Rudolf Österreicher   | Oscarsteatern           |
| 1920 | Dollarprinsessan Die Dollarprinzessin | Leo Fall, av Alfred Maria Willner och Fritz Grünbaum            | Oscarsteatern           |
| 1920 | Maries soldat                         | Leo Ascher, Bernhard Buchbinder, Jean Kren och Alfred Schönfeld | Oscarsteatern           |
| 1920 | Se Neapel                             | Edvin Ziedner                                                   | Oscarsteatern           |
| 1920 | Boccaccio                             | Franz von Suppé, Camillo Walzel och Richard Genée               | Oscarsteatern           |
| 1921 | Damen i hermelin                      | Jean Gilbert, Rudolf Schanzer och Ernst Welisch                 | Oscarsteatern           |
| 1921 | Sista valsen Der letzte Walzer        | Oscar Straus, Julius Brammer och Alfred Grünwald                | Oscarsteatern           |
| 1921 | Kärleken vaknar Wenn Liebe erwacht    | Eduard Künneke, Hermann Halle och Fritz Oliven                  | Oscarsteatern           |
| 1921 | Gräsänkan Die Strohwitve              | Leo Blech och August Neidhardt                                  | Oscarsteatern           |
| 1921 | Kyska Susanna Die keusche Susanne     | Jean Gilbert och Georg Okonkowski                               | Oscarsteatern           |
| 1922 | Prinsessan Olala                      | Jean Gilbert, Rudolf Bernauer och Rudolf Schanzer               | Oscarsteatern           |
| 1922 | Lucullus Die Brant des Lucullus       | Jean Gilbert, Rudolf Schanzer och Ernst Welisch                 | Oscarsteatern           |
| 1922 | Dansgrevinnan Die Tanzgräfin          | Robert Stoltz                                                   | Oscarsteatern           |
| 1924 | En gång om året Die tolle Lola        | Hugo Hirsch och Arthur Rebner                                   | Folkteatern             |
| 1933 | Hans nåds testamente                  | Hjalmar Bergman                                                 | Skansens friluftsteater |

## Radioteater

### Roller
| År   | Roll                      | Produktion                                                  | Regi           |
| ---- | ------------------------- | ----------------------------------------------------------- | -------------- |
| 1940 | Mårten Saxberg, skräddare | När nämndemansmoras Ida skulle bortgiftas Nanna Wallensteen | Carl Barcklind |

### Regi
| År   | Produktion                                | Upphovsmän        |
| ---- | ----------------------------------------- | ----------------- |
| 1940 | 33,333                                    | Algot Sandberg    |
| 1940 | När nämndemansmoras Ida skulle bortgiftas | Nanna Wallensteen |

## Rollporträtt

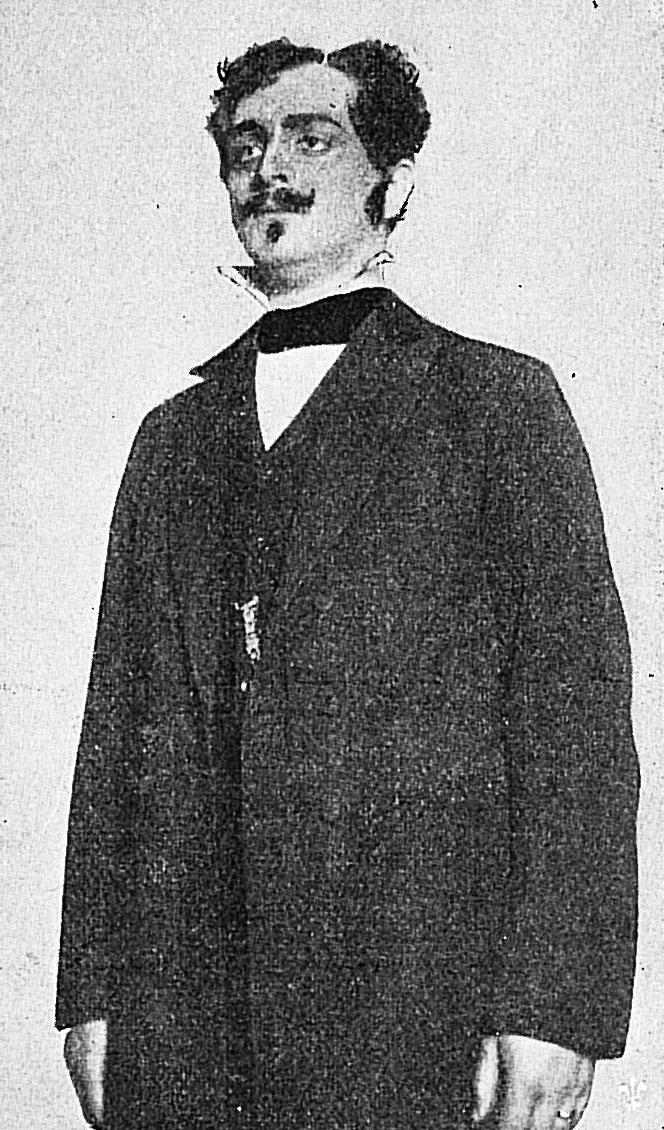
Som Oscar I i Ett köpmanshus i skärgården på Södra Teatern 1901.
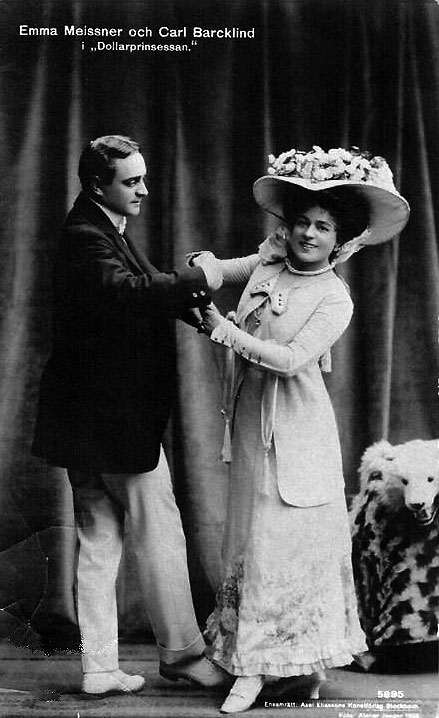
Som Hans von Schlick mot Emma Meissner som Daisy i Dollarprinsessan på Oscarsteatern 1906.
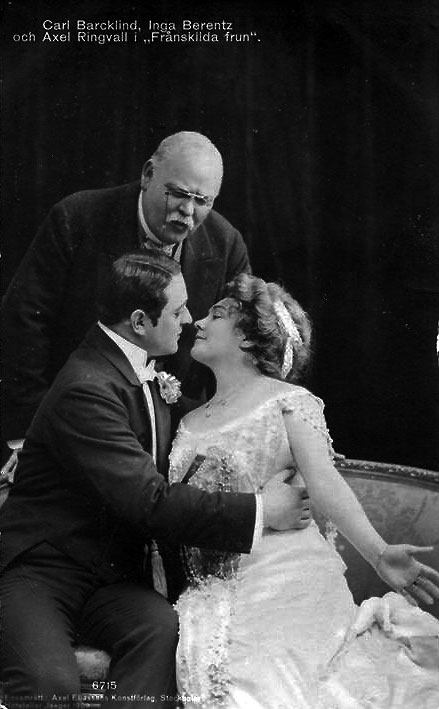
Barcklind (t.v.) som Karel, Inga Berentz som Jana och Axel Ringvall som generaldirektören i operetten Frånskilda frun på Oscarsteatern 1909.
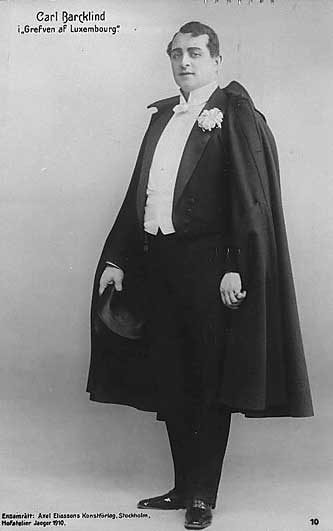
Som  René i Greven av Luxemburg på Oscarsteatern 1910

## Diskografi
- Odeonkavalkaden 1906-1925. Del 2. LP. Odeon 7C 062-35940 M. 1983. - Innehåll: 16. Die Dollarprinzessin. Ringel-rej. Carl Barcklind & Emma Meissner med pianoackompanjemang.
- Godbitar ur Olof Liljesons samling 1899-1952 : Arkivet för ljud och bild 10 år. LP C89-0817. 1989. - Innehåll: 2. Perkeos romans ur Alt Heidelberg = Gamla Heidelberg (traditionell, Frans Hedberg).